# المامونية
المامونية بلدية بولاية معسكر تقع في شمالها.و يحدها من الشرق والغرب والجنوب بلدية معسكر ومن الشمال بلدية عين فارس.

## المناخ
يسود بلدية المامونية مناخ متوسطي (مناخ البحر الأبيض المتوسط) وهو نصف جاف مناخ قاري بارد وممطر شتاء وحار صيفا.

## التضاريس
```
تتميز بكثرة السهول والغابات والجبال والوديان، التي أكسبتها حلة طبيعية متناسقة كفيلة بجعلها منطقة غنية بالمنتجات السياحية المناخية مثل التجوال في الطبيعة والتخييم والصيد البري، حيث تكسوا الولاية ثروة غابية من اهمها غابة الزقور وغابة قمار...الخ
```

وتوجد بها عدة أنواع من الأشجار ومنها مايلي:
- أشجار الكاليتوس.
- أشجار الصنوبر.
- أشجار البلوط.
- أشجار الفلين...الخ